# Shrirampur
Shrirampur es una ciudad y  municipio situada en el distrito de Ahmednagar en el estado de Maharashtra (India). Su población es de 89282 habitantes (2011). 

## Demografía
Según el censo de 2011 la población de Shrirampur era de 89282 habitantes, de los cuales 44842 eran hombres y 44840 eran mujeres. Shrirampur tiene una tasa media de alfabetización del 85,90%, superior a la media estatal del 82,34%: la alfabetización masculina es del 91,01%, y la alfabetización femenina del 80,81%.